# Влодек Флор Тодосович
Флор Тодосович Вло́дек (нар. 1879 — близько 1930) — український співак (тенор) і драматичний актор.

## Біографія
Навчався в Санкт-Петербурзькій консерваторії. Близько 1901 року поселився в Києві. Співав у хорі Миколи Лисенка, виступав як соліст у концертах Миколи Лисенка та хору Кирила Стеценка, грав у виставах трупи Михайла Старицького. У радянський час працював учителем співів у кількох школах.
У репертуарі Влодека були камерно-вокальні твори Миколи Лисенка, зокрема — «Чи ми ще зійдемося знову», дует «Коли розлучаються двоє», який виконував із Віктором Курдиновським. Співав також українські народні пісні.